# Шарль де Монморансі-Дамвіль
Шарль де Монморансі-Дамвіль (фр. Charles de Montmorency-Damville, 1537—1612) — пер Франції, політичний та військовий діяч. Адмірал Франції

## Життєпис
Походив з впливового аристократичного роду Монморансі. Син конетабля Анна де Монморансі. Отримав початкові військові знання завдяки батькові. При повнолітті отримав титул сеньйора Мерю.
Він брав участь у битвах при Дре у 1562 році, Сен-Дені у 1567 році. За звитягу в них отримав звання генерал-полковника швейцарців. У 1567 році отримує титул барона Дамвіля. У 1569 році відзначився у битві при Монкортурі.
Незабаром разом з братом Гійомом де Торе вступає у конфлікт із Гізами, внаслідок чого на деякий час вимушений був тікати з Франції. Згодом, у 1574 році, вдирається з військом до Франції. Водночас веде перемовини з лідерами гугенотів щодо спільних дій. У 1579 році замирюється з королем Генріхом III, після чого повертається до королівського двору.
Під час війни проти католицької Ліги та війни трьох Генріхів переходить на бік Генріха Наваррського. Звитяжив у битві при Арці у 1589 році. У 1596 році призначається адміралом Франції. У 1603 році організував експедицію до Північної Америки, яку очолив Самуель Шамплен. У 1610 році від короля Людовика XIII отримує титул герцога Дамвіля та звання пера Франції. Помер у 1612 році.
На честь Шарля Монморансі-Дамвіля названо водоспад у Квебеку (Канада).